# Semnopithecus
Semnopithecus è un genere di scimmie del Vecchio Mondo della famiglia Cercopithecidae, comprendente sette specie note comunemente come entelli.

## Specie
Al genere vengono attualmente ascritte sette specie, in passato considerate come sottospecie di S. entellus:
- Semnopithecus ajax  entello del Kashmir
- Semnopithecus dussumieri entello delle pianure meridionali
- Semnopithecus entellus  entello delle pianure settentrionali
- Semnopithecus hector  entello del Tarai
- Semnopithecus hypoleucos entello dai piedi neri
- Semnopithecus priam  entello dal ciuffo
- Semnopithecus schistaceus  entello del Nepal

## Distribuzione e habitat
Il genere ha un ampio areale che copre buona parte del subcontinente indiano comprendendo Pakistan, Bangladesh, Nepal, Bhutan, India e Sri Lanka.

È presente in differenti habitat che vanno dalle alti valli himalayane alle foreste tropicali lungo le coste, dalle regioni aride alle savane. Comune la sua presenza anche nelle aree urbane.

## Descrizione

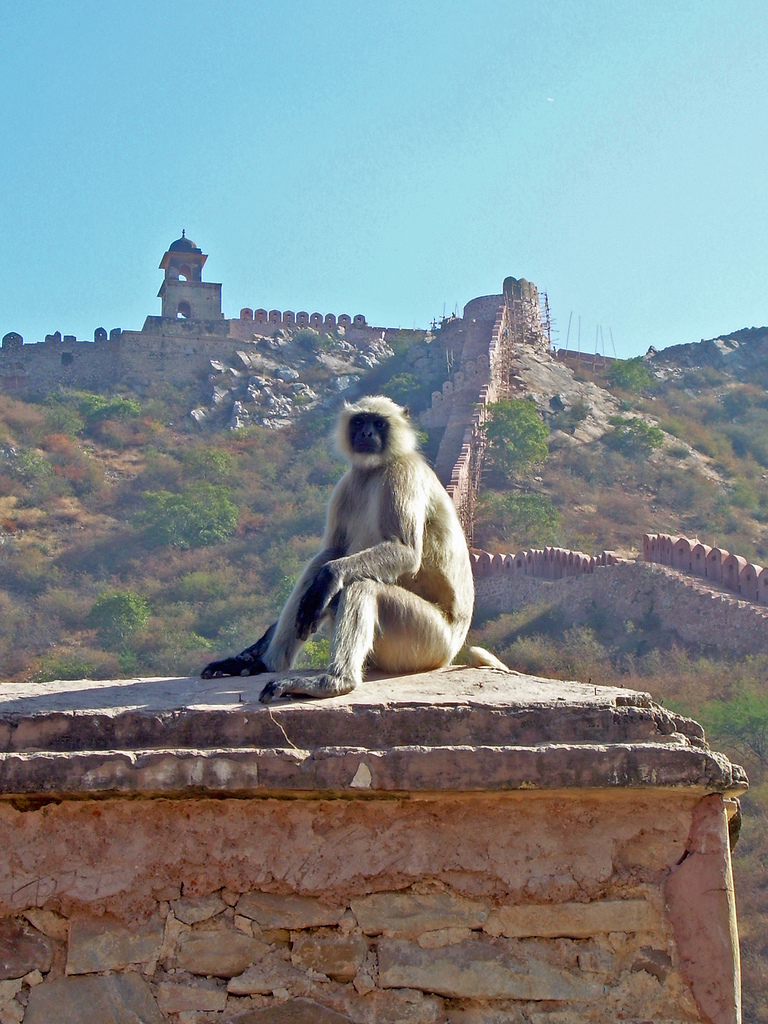

Sono primati di taglia medio-grande; le specie presenti nella parte settentrionale dell'areale, come per esempio le valli del Kashmir o il Pakistan, hanno mediamente dimensioni maggiori di quelle che popolano l'India meridionale o Sri Lanka. Alcune specie presentano un marcato dimorfismo sessuale, con maschi decisamente più grandi delle femmine, in altre le differenze tra i due sessi sono meno appariscenti.

Le diverse specie di entello sono accomunate da una pelliccia di colore grigiastro con faccia, orecchie e palme di mani e piedi glabre e di colore nero. Nelle specie con areale più settentrionale la pelliccia cresce molto durante i mesi invernali per garantire un buon isolamento termico. Posseggono una coda lunga più del corpo. Gli arti sono lunghi, e le mani e i piedi presentano un notevole sviluppo delle falangi. Sulle natiche presentano, come molti altri primati, delle tipiche callosità ischiatiche nere.

## Biologia

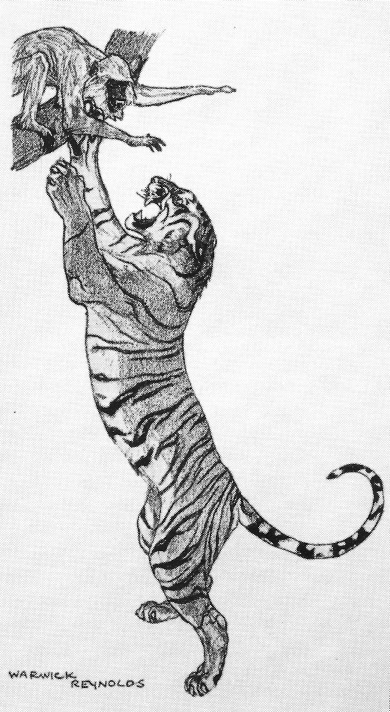
L'attacco di una tigre a un entello; disegno di Warwick Reynolds tratto da Dwellers in the Jungle, del 1925.

### Struttura sociale
I gruppi sociali possono contare da 10 fino a 100 individui. I gruppi più piccoli, di una decina di individui, sono composti generalmente da alcune femmine imparentate tra loro, un maschio adulto e la loro prole. I maschi possono formare bande che attaccano i gruppi con l'obiettivo di scacciare il maschio alfa, quando uno riesce ad affermarsi come nuovo maschio dominante, scaccia gli altri.

### Alimentazione
Gli entelli sono principalmente erbivori. Tuttavia, a differenza di altri colobini, non dipendono dalle foglie e dalle gemme fogliari delle erbe, ma mangiano anche aghi e pigne di conifere, frutti e gemme di frutta, piccioli sempreverdi, germogli e radici, semi, erbe, bambù, rizomi di felce, muschi e licheni. Le foglie di alberi e arbusti sono in cima alla lista dei cibi preferiti, seguite da erbe e graminacee.

### Predatori
Tra i principali predatori degli entelli vi sono il leopardo (Panthera pardus fusca), la tigre (Panthera tigris)  il cuon (Cuon alpinus), il lupo indiano (Canis lupus pallipes) e lo sciacallo dorato (Canis aureus).

## Rapporti con l'uomo

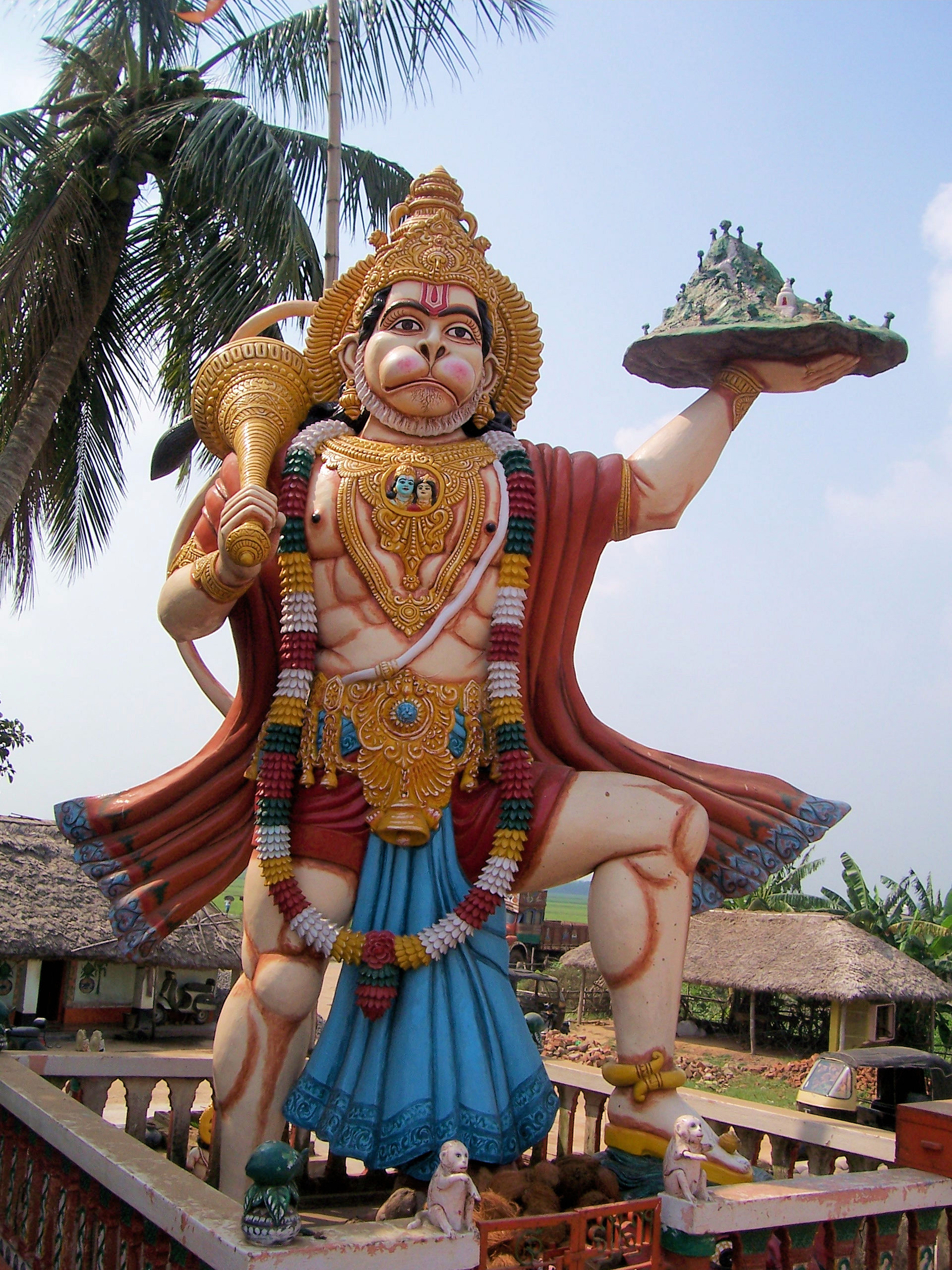
Statua raffigurante il dio-scimmia Hanuman.

Nella mitologia indiana gli entelli sono considerati discendenti del dio-scimmia Hanuman. Nel poema epico indiano del Rāmāyaṇa, che narra la vita del principe Rāma (incarnazione del dio Visnù), quando Sītā, moglie di Rama, viene rapita dal perfido Rāvaṇa, re dei demoni, e portata prigioniera nello Sri Lanka, il popolo degli uomini-scimmia, guidato da Hanuman, costruisce un ponte che collega l'estremità meridionale dell'India con l'isola, aiutando Rama ad affrontare vittoriosamente Ravana. Sempre nello stesso poema esiste una leggenda che spiega l'origine della colorazione degli entelli. Si narra infatti che Hanuman rubò dal Giardino dei Demoni il prelibato frutto del mango, prima di essere catturato e condannato a morire sul rogo. Egli riuscì a spegnere il fuoco, bruciandosi però le mani, i piedi e il viso: per questo motivo i suoi discendenti, gli entelli, hanno ancor oggi mani, piedi e viso neri.

In India, le popolazioni locali hanno un tale rispetto per gli entelli, che essi possono vivere indisturbati anche all'interno dei templi, dove vengono protetti e nutriti. Il combattimento di Rama e delle scimmie contro i demoni è raffigurato sui bassorilievi di numerosi templi anche fuori dall'India: per esempio quelli di Angkor in Cambogia e di Prambanan a Giava; a Bali, esso costituisce invece il tema delle danze che si svolgono durante le cerimonie religiose locali.